# Oskarshamns flygplats
Oskarshamns flygplats (IATA: OSK, ICAO: ESMO) var en regional flygplats belägen 12 km norr om Oskarshamn intill E22. Flygplatsen ägs av Oskarshamns kommun genom det kommunala bolaget Oskarshamns utvecklings AB. Flygplatsen byggdes 1970 med en rullbana med en längd av 900 meter. Banan har i flera etapper förlängts och är nu 1500 meter och bredden är 30 meter. Banan hade under de sista åren ett fullständigt instrumentlandningssystem (ILS). Flygplatsen lades ned i juni 2014.

## Historia
Ett flertal flygbolag har under åren flugit från Oskarshamns flygplats till bland annat Stockholm Bromma och Arlanda. 
Till exempel Syd-Aero, AVIA, Holmström Flyg, Swedline, Skyways. Den 8 maj 1989 havererade ett flygplan av typen Beechcraft 99 i samband med landning, där 16 personer förolyckades.
Under en kort period fanns det en linje till Danmarks huvudstad Köpenhamn, dock visade sig passagerarantalet inte vara tillfredsställande för flygbolaget, så linjen lades ner efter några månader. Snabbaste alternativa sätt att resa till Köpenhamn är buss (eller bil) till Alvesta och därifrån X2000-tåg, totalt cirka 5 timmar.
Linjen till Stockholm-Arlanda flygplats trafikerades av flygbolaget Direktflyg åren 2008–2014, ibland med mellanlandning på Linköpings flygplats på vissa avgångar. Linjen lades ned 17 april 2014. Kommunen beslutade i maj att inte bidra med mer pengar, utan lägga ned flygplatsen vilket gjordes 27 juni 2014. Alternativ flygplats är Kalmar flygplats, 75 km från Oskarshamn.
Den 11 december 2017 togs det definitiva beslutet om nedläggning från och med årsskiftet 2017/2018.

## Övrigt
Flygplatsen kan tillsvidare användas av privatflyg (nöjesflyg samt flygning i jobbet i ett eget eller hyrt flygplan på samma sätt som i en privat bil) i bra väder. Oskarshamns flygklubb finns kvar. Ambulansflyg och charterflyg kan inte längre trafikera i och med stängningen av inflygningshjälpmedlen samt indragningen av tjänsterna trafikledning, snöröjning och brandförsvar.